# ميخائيل ستيفن فيلد
ميخائيل ستيفن فيلد (بالإنجليزية: Michael Stephen Feld) هو فيزيائي أمريكي، ولد في 11 نوفمبر 1940، وتوفي في 10 أبريل 2010.